# ストレイン (音楽)
ストレイン（strain）とは、一編の曲の個別の旋律（メロディ）を創る、複数のフレーズの連なりのことである。しばしば一編の曲の「楽節」のことをストレインということもある。このストレインは、旋律をはっきりと聴き手に印象付けるために繰り返される。これはラグタイムや行進曲においてその通りである。